# Лісандро Есек'єль Лопес
Лісандро Есек'єль Лопес (ісп. Lisandro Ezequiel López; нар. 1 вересня 1989, Вілья Констітусьйон, Санта-Фе, Аргентина) — аргентинський футболіст, захисник клубу «Дженоа» та національної збірної Аргентини.

## Клубна кар'єра
У дорослому футболі дебютував 2008 року виступами за команду клубу «Чакаріта Хуніорс», в якій провів два сезони, взявши участь у 25 матчах чемпіонату. 
Своєю грою за цю команду привернув увагу представників тренерського штабу клубу «Арсенал» (Саранді), до складу якого приєднався 2010 року. Відіграв за команду з Саранді наступні три сезони своєї ігрової кар'єри. Більшість часу, проведеного у складі «Арсенала», був основним гравцем захисту команди.
2013 року уклав контракт з португальською «Бенфікою», втім відразу ж був відданий в оренду до іспанського «Хетафе».

## Виступи за збірну
2011 року дебютував в офіційних матчах у складі національної збірної Аргентини. Наразі провів у формі головної команди країни 4 матчі.

## Титули і досягнення
- Чемпіон Аргентини (2):

«Арсенал» (Саранді): 2012-К
«Бока Хуніорс»: 2019-20
- Володар Суперкубка Аргентини (2):

«Арсенал» (Саранді): 2012
«Бока Хуніорс»: 2018
- Чемпіон Португалії (3):

«Бенфіка»: 2014–15, 2015–16, 2016–17
- Володар Кубка Португалії (1):

«Бенфіка»: 2016–17
- Володар Кубка португальської ліги (2):

«Бенфіка»: 2014–15, 2015–16
- Володар Суперкубка Португалії (3):

«Бенфіка»: 2014, 2016, 2017
- Володар Кубка Аргентини (1):

«Бока Хуніорс»: 2020-21